# Coleman (Wisconsin)
Coleman és una població dels Estats Units a l'estat de Wisconsin. Segons el cens del 2000 tenia 716 habitants.

## Demografia
Segons el cens del 2000, Coleman tenia 716 habitants, 316 habitatges, i 199 famílies. La densitat de població era de 244,6 habitants per km².
Dels 316 habitatges en un 27,5% hi vivien nens de menys de 18 anys, en un 51,3% hi vivien parelles casades, en un 8,9% dones solteres, i en un 37% no eren unitats familiars. En el 32,6% dels habitatges hi vivien persones soles el 16,1% de les quals corresponia a persones de 65 anys o més que vivien soles. El nombre mitjà de persones vivint en cada habitatge era de 2,26 i el nombre mitjà de persones que vivien en cada família era de 2,85.
Per edats la població es repartia de la següent manera: un 23,9% tenia menys de 18 anys, un 6,4% entre 18 i 24, un 25,8% entre 25 i 44, un 23,2% de 45 a 60 i un 20,7% 65 anys o més.
L'edat mediana era de 42 anys. Per cada 100 dones de 18 o més anys hi havia 88,6 homes.
La renda mediana per habitatge era de 35.703 $ i la renda mediana per família de 41.500 $. Els homes tenien una renda mediana de 33.594 $ mentre que les dones 21.250 $. La renda per capita de la població era de 18.248 $. Aproximadament el 3,7% de les famílies i el 7,1% de la població estaven per davall del llindar de pobresa.

## Poblacions més properes
El següent diagrama mostra les poblacions més properes.